# 瓦洛里
瓦洛里（法語：Valaurie，法語發音：[valoʁi]）是法国德龙省的一个市镇，位于该省西南部，属于尼永斯区。

## 地理
瓦洛里（44°25'20"N, 4°48'49"E）面积12.3 平方千米，位于法国奥弗涅-罗讷-阿尔卑斯大区德龙省，该省份为法国东南部内陆省份，北起顺时针与伊泽尔省、上阿尔卑斯省、上普罗旺斯阿尔卑斯省、沃克吕兹省和阿尔代什省接壤。
与瓦洛里接壤的市镇（或旧市镇、城区）包括：尚特梅勒-莱格里尼昂、克朗赛、拉加尔德阿代马尔、莱格朗日贡塔尔德、雷欧维尔、鲁萨。

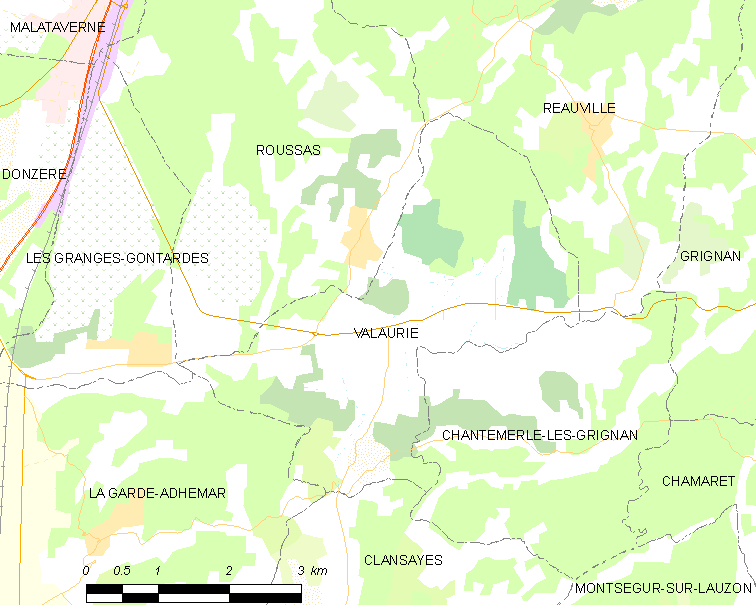
瓦洛里的OSM定位图

瓦洛里的时区为UTC+01:00、UTC+02:00（夏令时）。

## 行政
瓦洛里的邮政编码为26230，INSEE市镇编码为26360。

## 政治
瓦洛里所属的省级选区为格里尼昂县。

## 人口

1962-2008年间瓦洛里人口变化图示

瓦洛里于2022年1月1日时的人口数量为720人。